# Магьосник (роман)
Магьосник (на английски: Magician) е името, под което е издаден първоначално първия том от „Сага за войната на разлома“ на Реймънд Фийст. Фентъзи-романът е издаден през 1982 г. Това е най-популярната и одобрена от читателите книга на Реймънд Фийст. Впоследствие романът е разделен на две части: „Чиракът на магьосника“ и „Майстор магьосник“.
 Внимание:  Текстът по-долу разкрива сюжета на произведението (или части от него)!
В книгата са описани приключенията на младежа Пъг и неговия приятел Томас по време на войната на разлома. Историята описана в Магьосник протича в продължение на около 40 години. Действието се развива, както на родната за двамата герои Мидкемия, така и на друг свят - Келеуан.